# Torrent de Moripol
El Torrent de Moripol és un afluent per l'esquerra del Torrent de Font de Tomàs que transcorre íntegrament pel terme municipal de Gósol, al Berguedà.

## Xarxa hidrogràfica
La xarxa hidrogràfica del Torrent de Moripol, que també transcorre íntegrament pel terme municipal de Gósol, està constituïda per cinc cursos fluvials la longitud total dels quals suma 5.743 m.